# Episodi di King (prima stagione)
Gli episodi della prima stagione della serie televisiva King, sono stati trasmessi dal 17 aprile al 5 giugno 2011, dall'emittente televisiva canadese Showcase. La stagione è stata trasmessa in Italia dal 10 ottobre al 28 novembre 2011 dall'emittente televisiva Fox Life.
| nº | Titolo italiano | Titolo originale | Prima TV Canada | Prima TV Italia  |
| -- | --------------- | ---------------- | --------------- | ---------------- |
| 1  | Lori Gilbert    | Lori Gilbert     | 17 aprile 2011  | 10 ottobre 2011  |
| 2  | T-Bone          | T-Bone           | 24 aprile 2011  | 17 ottobre 2011  |
| 3  | Amanda Jacobs   | Amanda Jacobs    | 1º maggio 2011  | 24 ottobre 2011  |
| 4  | Eleni Demaris   | Eleni Demaris    | 8 maggio 2011   | 31 ottobre 2011  |
| 5  | Farah Elliot    | Farah Elliot     | 15 maggio 2011  | 7 novembre 2011  |
| 6  | Ahmad Khan      | Ahmad Khan       | 22 maggio 2011  | 14 novembre 2011 |
| 7  | Cameron Bell    | Cameron Bell     | 29 maggio 2011  | 21 novembre 2011 |
| 8  | Scout Winter    | Scout Winter     | 5 giugno 2011   | 28 novembre 2011 |